# (1574) Meyer
(1574) Meyer ist ein Asteroid des Hauptgürtels, der am 22. März 1949 vom französischen Astronomen Louis Boyer in Algier entdeckt wurde.
Der Asteroid trägt den Namen des französischen Astronomen G. Meyer.